# Rymd-böckerna
Rymd-böckerna är en samling science fiction-böcker som publicerades av Wennerbergs förlag mellan 1957 och 1960.
| Volym | Författare          | Titel                          | Utgivningsår |
| ----- | ------------------- | ------------------------------ | ------------ |
| 1     | L. Ron Hubbard      | Återkomst till morgondagen     | 1957         |
| 2     | Paul Capon          | Månen som kom bort             | 1957         |
| 3     | Raymond F. Jones    | Rymdens son                    | 1957         |
| 4     | Raymond F. Jones    | Pionjär i rymden               | 1957         |
| 5     | Philip Latham       | Mysteriet på Saturnus          | 1957         |
| 6     | Lester Del Rey      | Kapplöpning till månen         | 1958         |
| 7     | Donald A. Wollheim  | Marsianernas gåta              | 1958         |
| 8     | Jack Williamson     | Universums sista oas           | 1958         |
| 9     | Donald A. Wollheim  | Planetringarnas gåta           | 1958         |
| 10    | Fletcher Pratt      | Bakhåll i rymden               | 1958         |
| 11    | Clifford D. Simak   | Rymden vårt öde                | 1959         |
| 12    | Frank Belknap Long  | Rymdresenär kidnappas          | 1959         |
| 13    | Charles L. Fontenay | Kontraspion i rymden           | 1959         |
| 14    | Fredric Brown       | Vilken vanvettig värld         | 1959         |
| 15    | J. MacDonald        | Drömmarnas planet              | 1959         |
| 16    | Fredric Brown       | Mot stjärnorna                 | 1959         |
| 17    | Poul Anderson       | IK 400                         | 1959         |
| 18    | Wilson Tucker       | Spion från framtiden           | 1959         |
| 19    | Poul Anderson       | Världar i krig                 | 1959         |
| 20    | David Osborne       | Främmande rymdskepp har landat | 1960         |